# Trockizmus

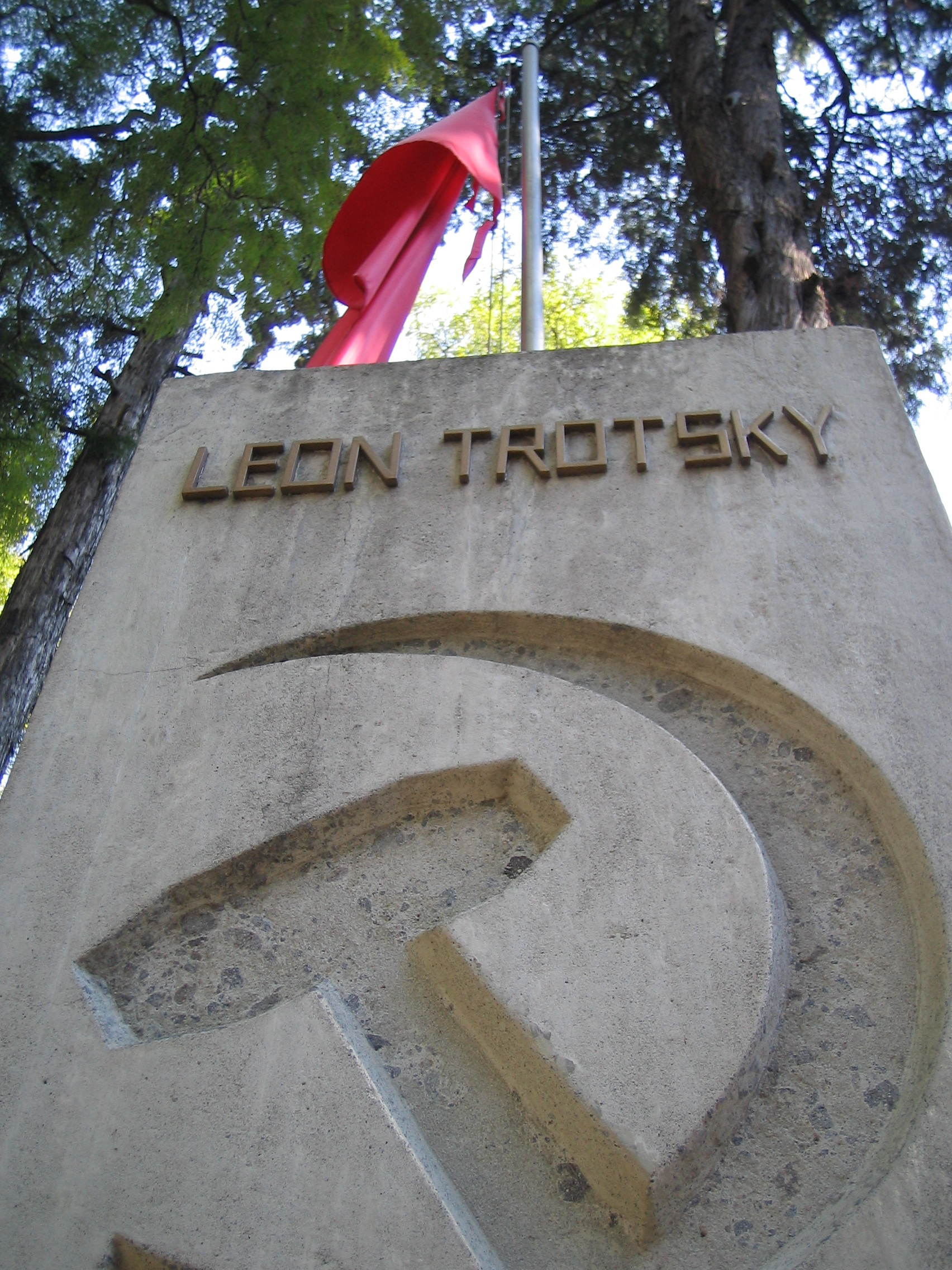
Trockij sírköve Mexikóban

A trockizmus a kommunista eszmeáramlatok egyike, amely Lev Davidovics Trockij szovjet politikus és forradalmár nevéhez kötődik. A trockizmus a Marx és Lenin-féle kommunista elmélet továbbfejlesztett változata. Maga Trockij sosem használta a trockizmus szót, mivel elméletét az eredeti lenini elmélettel egyezőnek tartotta, szemben az általa ferdülésnek tartott sztálinizmussal.
Trockij főbb tételei:
- A kapitalizmus világméretű megdöntése nélkül nem lehetséges létrehozni a kommunista társadalmat. Ezért nem lehet az Oroszországban győztes kommunista forradalom célja a kommunizmus építése Oroszországban, ugyanis ebben az esetben a kommunista rendszer egyetlen országban sem képes ellenállni a világkapitalizmusnak. Így Oroszországban is, a győztes kommunisták feladata a világforradalom elősegítése.
- A szegényparasztság forradalmi osztályként való elutasítása. Trockij szerint egyetlen forradalmi osztály a proletariátus. Akárcsak az előző tételnél, Trockij itt is az eredeti marxi elképzelést osztotta. (Napjainkban követőire ez már nem annyira jellemző.)[1]
- Állandó forradalomra van szükség, a proletárdiktatúra bevezetése után is, mivel ellenkező esetben a proletárdiktatúra apparátusa (állami bürokrácia) a kapitalizmus visszaállítása nélkül is burzsoáziává válik, így egy eltorzult munkásállam jön létre, ahol nem tömegek gyakorolják a hatalmat a munkástanácsok révén, hanem a bürokraták a diktatórikussá vált államhatalom segítségével. A permanens forradalom tételét Lenin is vallotta, a bürokrácia térnyerését maga is látta utolsó éveiben, és írt is erről.

Trockij 1938-ban saját kommunista világmozgalmat hozott létre Negyedik Internacionálé néven. A ma létező több trockista internacionálé közül az RCI-nak (Forradalmi Kommunista Internacionálé) több, mint 60 szekciója van világszerte, ezek közül a legnagyobbak Nagy-Britanniában és az Egyesült Államokban szerveződnek. Portugáliában az erősen trockista befolyás alatt álló Bal Blokk több mint kilenc százalékot szerzett a 2009-es parlamenti választáson.
A trockizmus több helyen részt vett a kormányzat munkájában: Franciaországban a Lutte Ouvrier bejutott a parlamentbe, Angliában pedig részesei lettek az önkormányzatoknak.
Vietnámban 1945-ben igen jelentős befolyásra tett szert, különösen Tonkin megyében ahol egy tanácsköztársaságot hoztak létre. Ezt később Ho Si Minh csapatai verték le, felszámolva ezután a vietnámi trockista mozgalmat.
Igen nagy befolyású volt Bolíviában az 1950-es években, főképp a szakszervezeti alapoknak köszönhetően.
Napjainkban jelentős a brazil trockista szervezet tevékenysége (a Dolgozók pártjában), Algériában (itt is Dolgozók pártja).
A legtöbb trockista irányzat a munkásosztály autentikus szerveződésének tekinti az egykori lengyelországi Szolidaritás mozgalmat, mert véleményük szerint azért hozták létre, hogy a munkásállamot megszabadítsák a bürokratikus elnyomástól, és a dolgozó tömegek alulról szerveződő tanácsdemokráciájával váltsák fel.
Magyarországon tisztán trockista csoport nem alakult ki, az átmeneti jellegű trockizmus azonban kimutatható az 1929-ben alakult, Hartstein Iván és Fürth Barnabás vezette Marxista Ellenzéki Frontnál, a Kassák Lajos-féle Munka-kör esetében, vagy Weisshaus Aladár Népmozgalmában és Stolte Istvánnál. József Attilát a pártból való kizárásakor szintén trockizmussal vádolták meg. 
Napjainkban a Fáklya szervezet képviseli a trockijizmust Magyarországon; a fent említett RCI-hoz köthetők. 
A trockisták általában mintaértékűnek és autentikusnak tekintették az 1956-os magyar felkelést[forrás?], amelyet a munkástanácsok forradalmának láttak.

## Lásd még
- Kommunizmus
- Szovjet
- Munkástanácsok_(1956)
- Szolidaritás Független Szakszervezet

## Külső hivatkozások
- Részletek az Elárult forradalom című könyvből
- Magyar nyelvű Trockij írások a marxists.org-on